# Ashington
För andra betydelser, se Ashington (olika betydelser).

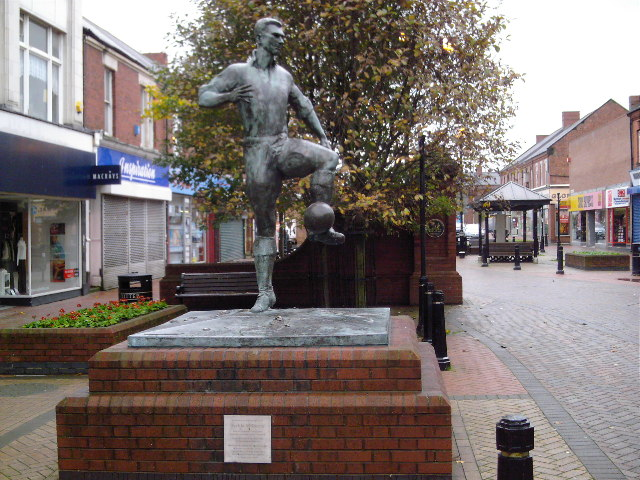
Staty av Jackie Milburne i Ashington.

Ashington är en stad och civil parish i grevskapet och kommunen Northumberland i nordöstra England. Orten ligger vid floden Wansbeck, 24 kilometer norr om Newcastle upon Tyne. Tätorten (built-up area) hade 27 670 invånare vid folkräkningen år 2011. Ashington var en gång ett centrum för kolbrytningsindustrin.
I Ashington föddes fotbollslegendarer som bröderna sir Robert "Bobby" Charlton och Jack Charlton och deras släktingar Jack Milburn och Jackie Milburn.